# سالمونلا

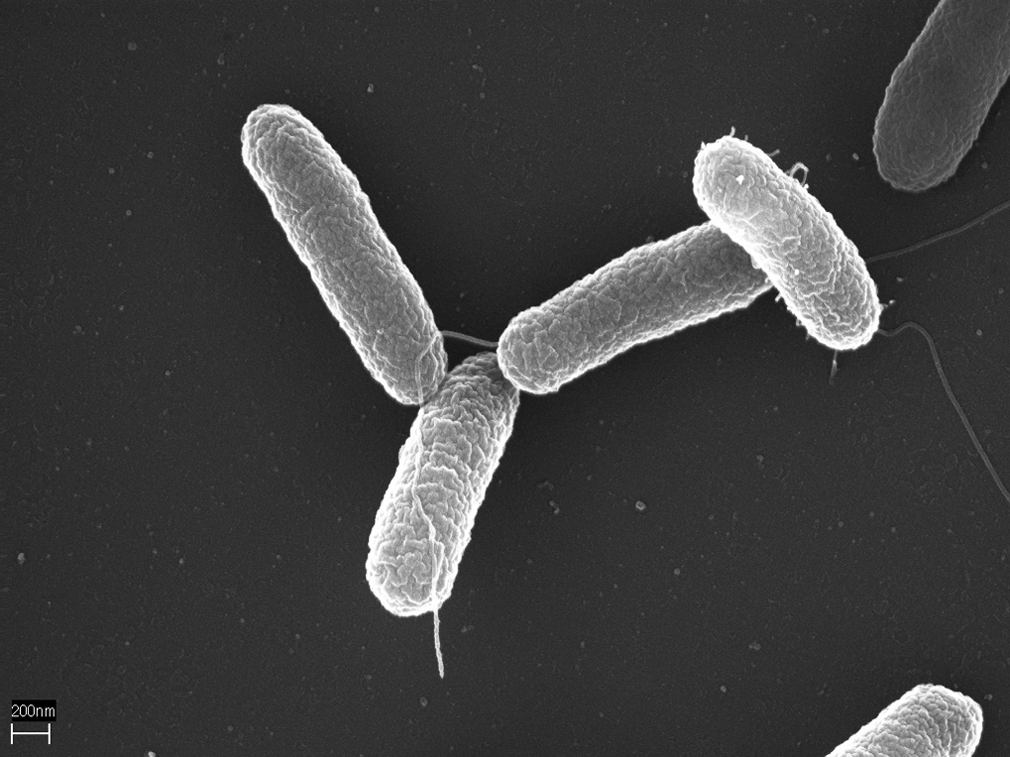

سالمونلا  (انگلیسی: Salmonella‎) یک باکتری باسیل گرم منفی است که معمولاً در جوجه‌ها و تخم‌مرغ‌ها وجود دارد. سالمونلا عامل یکی از شایع‌ترین مسمومیت‌های غذایی می‌باشد. سالمونلا می‌تواند تخمدان‌های پرنده را آلوده کند و قبل از تخم گذاردن پرنده، وارد تخم‌مرغ شود یا اینکه به هنگام تخم گذاردن پرنده، به پوسته تخم مرغ نفوذ کند. سالمونلا با پختن غذا از بین می‌رود ولی غذاهایی که حاوی تخم‌مرغ خام هستند (مانند سس مایونز) مشکل‌ساز خواهند بود.
این بیماری از طریق تماس با پوست برخی از خزندگان مثل لاک‌پشت نیز قابل انتقال است.
۲۲۰۰ شکل از این باکتری تاکنون کشف شده که در سه گونه تقسیم می‌شوند که عبارت می‌شوند از:
1. سالمونلا تیفی‌
2. سالمونلا کلراسوییس
3. سالمونلا انتریتیدیس

اعضای خانواده سالمونلا از نظر مقاومت در برابر عوامل فیزیکی و شیمیایی شاخص هستند و به سختی نابود می‌شوند به‌طوری‌که شکل کلراسوییس آن شاخصی برای سنجش کیفیت ضدعفونی‌کنندها می‌باشند.
سالمونلاها از طریق آب و غذای آلوده وارد دستگاه گوارش می‌شوند و به سطح سلول‌های اپیتلیوم مخاط روده متصل می‌گردند. سپس در واکوئل‌های درون این سلول‌ها وارد می‌شوند. اما گاهی نیز میان اتصالات میان سلولی وارد می‌گردند. باکتری‌ها در محل ورود تکثیر می‌شوند و چون توانایی عبور از لامینا پروپریا را دارند از آنجا به گردش خون وارد می‌شوند و در تمام قسمت‌های بدن منتشر می‌شوند. آن‌ها بخش‌های مختلف سیستم لنفاوی را آلوده می‌کنند. در سلول‌های سیستم ماکروفاژ و رتیکلواندوتلیال وارد شده و به تکثیر خود ادامه می‌دهند. یکی از بیماری‌ها که از طریق سالمونلا ایجاد می‌شود تب تیفویید یا همان حصبه می‌باشد که بیش‌تر از طریق آب و غذای آلوده سرایت می‌کند. حصبه را بیماری دست‌های آلوده نامیده اند؛ زیرا شایعترین راه انتقال بیماری از راه دهان است.

## سالمونلا در تخم‌مرغ
سالمونلوسیس که عامل آن اس. پولوروم (نام علمی: S. pullorum) است، بیماری شناخته شده ماکیان است. اکنون سال‌ها است که این بیماری تقریباً در همه کشورها تحت کنترل است. این میکروب به نظر می‌رسد مسئله‌ای علیه عموم بوده باشد. اما عفونت‌های ساب کلینیکی (نام علمی: sub- clinic) ماکیان توسط گونه‌های دیگر سالمونلا هم‌چنین وجود ناقلین بین آن‌ها به خصوص مرغ‌ها، یکی از عوامل اصلی سرایت میکروب در مسمومیت غذایی انسان در سطح جهان است. تخم‌مرغ به‌طور طبیعی طوری ساخته شده‌است که حفاظ مؤثری (پوسته) در برابر ورود هر چه زیان‌بار از جمله میکروب‌ها دارا است و بنابراین داخل تخم‌مرغ هنگام تولد آن به‌طور طبیعی استریل است و باکتری‌ها از قبیل سالمونلا در روده و حفره ابتدای روده (نام علمی: cecum) وجود دارند. قسمت پوسته هنگام تولد تخم آلوده شده و آلودگی میکروبی در تمام مراحل تا آن گاه که جوجه پوسته را می‌شکند، وجود دارد. جوجه با نوک زدن به پوسته تخم به دنیا می‌آید و سیستم تغذیه‌ای جوجه به این وسیله از پوسته آلوده با سالمونلا، آلوده می‌شود. تغییرات تدریجی در سروتیپ‌های (نام علمی: serotype) سالمونلا در دسته ماکیان در هر زمان وجود دارد. این‌طور که سروتیپ موجود به آرامی از بین می‌رود و از غذای آلوده یا منابع دیگر، میکروب جدید جانشین آن می‌شود. این جانشینی میکروبی عموماً به انسان رسیده باعث آلودگی غذایی و مسمومیت می‌گردد. بین سال‌های ۱۹۸۷ و ۱۹۹۰ آلودگی گسترده از سالمونلا اینتریتیدیس (نام علمی: Enteritidis) در آمریکا و انگلیس و جاهای دیگر وجود داشت. پیدا شدن یک تخم‌مرغ که از داخل توسط این میکروب آلوده بود، زنگ خطر را به صدا درآورد و موجب نگرانی تولیدکنندگان تخم مرغ گردید. بعد از آن این اتفاق تکرار نشده‌است اما بدگمانی عمومی وجود دارد.

## تحقیقات ناسا در مورد باکتری سالمونلا
در پی تحقیقاتی که ناسا بر روی ویروس‌ها و باکتری‌ها در شرایط خارج از جو زمین انجام می‌دهد، دو بار در سال‌های ۲۰۰۶ و ۲۰۰۸ این باکتری را در شرایط بدون جاذبه زمین در فضاپیما کشت داد و سالمونلا در این حالت بین سه تا هفت برابر قدرتمندتر و خطرناک تر شد.

## سالمونلا و کودکان آمریکایی
در سال ۲۰۰۹ و پس از اکران انیمیشن پرنسس و قورباغه پنجاه کودک آمریکایی پس از بوسیدن قورباغه به این باکتری مبتلا شدند.